# Konrad Schrämmli
Konrad Schrämmli (* 1. Februar 1865 in  Gachnang; † 11. September 1925 in Münsterlingen; heimatberechtigt in Gachnang) war ein Schweizer Gewerkschafter und Politiker.

## Leben
Konrad Schrämmli war ein Sohn des Färbers Jakob Schrämmli und der Anna Koller. Er ehelichte 1890 Lisette Zuberbühler, Tochter des Landwirts Johann Ulrich Zuberbühler.
Schrämmli besuchte die Schulen in Gachnang, Baden sowie Ennetbaden und wurde später Färber. 1885 kam er in Chemnitz durch Wilhelm Liebknecht zur Sozialdemokratie und gehörte in Zürich von 1886 bis 1887 zu den Mitgründern des Grütlivereins Industriequartier und einer Färbergewerkschaft. Er verlor 1887 seine Stelle, weil er Überzeit verweigerte. Von 1889 bis 1917 lebte Schrämmli in Herisau und gehörte dort bis 1903 zu den führenden Arbeiterpolitikern. 1901 eröffnete er eine eigene Wäscherei und chemische Kleiderreinigung. Diese ging 1904 in Konkurs. Ab 1908 versuchte Schrämmli vergeblich, eine eigene Fabrik zu gründen. Er starb schliesslich verarmt.
Von 1895 bis 1898 präsidierte er den Appenzeller Arbeiterbund, und von 1896 bis 1902 amtierte er als Kantonsrat.